# 王安 (天启宦官)
王安（？年—1621年），字允逸，号宁宇，直隸保定府雄縣人，明末重要人物。萬曆二十二年（1594年）由太監陳矩推薦，命為皇太子伴讀。當鄭貴妃謀立己子為皇太子，皇太子處於危機之時，多由王安保護。明光宗即位，擢司禮秉筆太監，並勸光宗重用東林黨人楊漣、劉一燝等人。光宗去世，熹宗即位，王安協助天啓將李選侍移出乾清宮，遷住噦鸞宮。明光宗時期的司礼监秉筆太监、明熹宗時期的司礼监掌印太监，他為人剛直，與東林黨人士友善，勸明熹宗行善政，但由于身体多病，故逐漸失勢。他曾提拔許多宦官如魏忠賢、曹化淳、王体乾、王裕民、惠進皋、楊公春等。後遭明熹宗的乳母客氏與魏忠賢缢杀。

## 生平
王安最早隸屬於宦官馮保名下。萬曆六年（1578年）時選入內書堂讀書。 
萬曆二十二年，王安由陳矩推薦給皇帝，受命為皇長子朱常洛的伴讀。當時鄭貴妃圖謀立自己生的兒子為太子，所以經常使人蒐集皇長子的過失。然而皇長子在王安周旋保護下，使得鄭貴妃一無所獲。
萬曆四十三年五月初四（1615年5月30日）中午，張差手執木棍，闖進太子住的慈慶宮，打傷守門太監。張差被抓後供出是由鄭貴妃手下的太監龐保、劉成引進。因此人們便懷疑鄭貴妃欲謀殺太子。梃擊案發生後，鄭貴妃心懷恐懼。王安給太子起草詔書，頒下令旨，解除羣臣的疑慮，以安鄭貴妃之心，皇帝對此也甚為滿意。
明光宗即位後，王安被提升為司禮監秉筆太監。之後，王安採用門客中書舍人汪文言的意見，勸皇帝實行各種有利於國家的政治措施，發帑金接濟邊費，起用忠直的大臣鄒元標、王德完等，朝廷內外都異口同聲的稱讚他品德好。大學士劉一燝、給事中杨涟、御史左光斗等，都很尊重他。
泰昌元年（1620年），明光宗朱常洛登基为帝后，提拔为司礼监秉筆太监。但明光宗即位一個月即駕崩，他的寵妃李選侍和心腹宦官李進忠等，圖謀挾持皇長子以擴張自己的權力，王安知曉後向楊漣揭發了這個陰謀。在楊漣和劉一燝等入內和光宗遺體告別時，王安騙李選侍把皇長子朱由校搶了出來，並擇吉日登帝位，是為明熹宗。後來又把李選侍從西宮遷到了另一宮中居住。
萬曆年間，魏忠賢淨身當了宦官，剛入宮時魏忠賢結交了王安名下的魏朝，並通過魏朝博得了王安的信任。在魏朝與魏忠賢爭客氏為“對食”時，魏朝便被王安勒令退出。此後，魏忠賢與客氏日益得意，不過對於為人正直的王安也頗為忌憚，私下裏魏、客兩人也開始盤算着除掉王安。
天啓元年（1621年）五月，明熹宗任命王安掌管司禮監，王安根據過去的慣例加以推辭，明熹宗的乳母客氏便趁機勸皇帝答應了王安的請求，接着又和魏忠賢圖謀殺死他。起初魏忠賢猶豫不忍下手，後經客氏的勸説拿定了主意，並唆使給事中霍維華抨擊王安，把王安降職充當南海子淨軍，而後以劉朝任南海子提督，讓他殺死王安。劉朝上任後下令不準給王安送食物，王安只好刨取籬笆底下的蘿蔔吃。三天後劉朝見王安還沒有被餓死，便直接缢殺了他。 （页面存档备份，存于）出自《酌中志·卷九正監蒙難紀略》。後葬於北京市房山區青龍湖鎮常樂寺村村北。
崇祯元年（1628年），崇禎帝即位後，賜給王安祠堂的匾額為“昭忠”。

## 亲属
- 王之佐

| 前任： 卢受 (明朝宦官) | 司礼监掌印太监 1621年 | 繼任： 王體乾 (明朝宦官) |